# Capitello leonino di Mathura

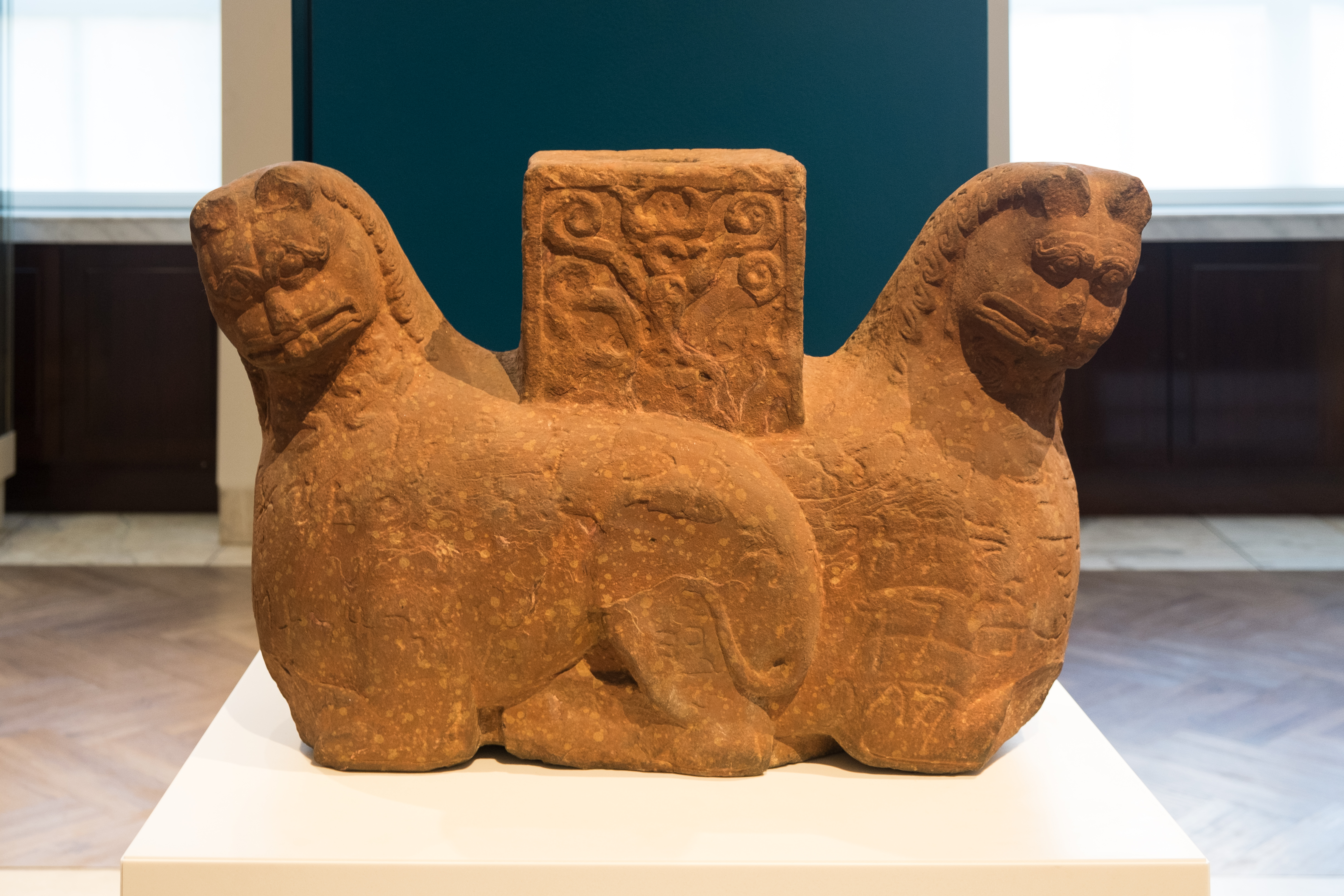
Il capitello leonino di Mathura

Il capitello leonino di Mathura è un capitello indo-scita in arenaria (parte di un pilastro) proveniente da Mathura, nell'India settentrionale, datato al primo decennio del I secolo d.C. (1-10 d.C.). Fu consacrato sotto il governo di Rajuvula, uno dei "satrapi settentrionali" della regione di Mathura.

## Descrizione
Il capitello fu portato alla luce nel tumulo Saptarishi di Mathura nel 1869. È ricoperto di iscrizioni pracrito nella scrittura kharoshthi dell'India nord-occidentale. Il capitello fu realizzato in occasione del funerale dell'"illustre re Muki e del suo cavallo" (si è ipotizzato che Muki fosse Maues).
Il capitello descrive, tra le altre donazioni, il dono di uno stupa con una reliquia del Buddha, da parte della regina Ayasia, regina principale del sovrano indo-scita di Mathura, il satrapo Rajuvula. Il capitello leonino di Mathura, viene menzionato anche il dono di uno stupa con una reliquia del Buddha da parte della regina Nadasi Kasa, moglie di Rajuvula e figlia di Aiyasi Kamuia, che è menzionata come "figlia di Kharahostes". Il capitello leonino cita anche la genealogia di diversi satrapi indo-sciti di Mathura. Si parla di Sodasa, figlio di Rajuvula, che gli succedette e che fece di Mathura la sua capitale.
Il capitello mostra anche al centro un simbolo buddista triratana, a ulteriore conferma del coinvolgimento dei governanti indo-sciti con il buddismo.
È esposta nella sezione dell'Asia meridionale all'interno del British Museum.